# شهرستان پرلیوبسکی
شهرستان پرلیوبسکی (به لاتین: Perelyubsky District) یک شهرستان در روسیه است که در استان ساراتوف واقع شده‌است.